# Chrysops albicinctus
Chrysops albicinctus är en tvåvingeart som beskrevs av Wulp 1869. Chrysops albicinctus ingår i släktet Chrysops och familjen bromsar. Inga underarter finns listade i Catalogue of Life.